# Leia Murphy
Leia Murphy ist eine irische Schauspielerin.

## Leben und Karriere
Murphy besuchte die Gaiety School of Acting. Ihre Karriere begann sie 2019 mit der Rolle der Vinny Doherty in der Seifenoper Fair City. Für ihre Darstellung in dem Kurzfilm The Yellow Dress wurde sie mit dem Outstanding Achievement Award beim Los Angeles Short Film Festival ausgezeichnet. 2025 bekam Murphy in der Serie Video Nasty – Horror ist Kult eine Hauptrolle. Im selben Jahr wird sie in der Serie Small Town, Big Story zu sehen sein.

## Filmografie
Filme
- 2020: The Yellow Dress

Serien
- 2019–2021: Fair City
- 2025: Video Nasty – Horror ist Kult